# Vrigny (Loiret)
Vrigny és un municipi francès, situat al departament del Loiret i a la regió de Centre – Vall del Loira. L'any 2007 tenia 742 habitants.

## Demografia

### Població
El 2007 la població de fet de Vrigny era de 742 persones. Hi havia 294 famílies, de les quals 75 eren unipersonals (20 homes vivint sols i 55 dones vivint soles), 90 parelles sense fills, 121 parelles amb fills i 8 famílies monoparentals amb fills.
La població ha evolucionat segons el següent gràfic:
Habitants censats

### Habitatges
El 2007 hi havia 360 habitatges, 290 eren l'habitatge principal de la família, 59 eren segones residències i 11 estaven desocupats. Tots els 356 habitatges eren cases. Dels 290 habitatges principals, 262 estaven ocupats pels seus propietaris, 21 estaven llogats i ocupats pels llogaters i 7 estaven cedits a títol gratuït; 1 tenia una cambra, 10 en tenien dues, 52 en tenien tres, 70 en tenien quatre i 157 en tenien cinc o més. 243 habitatges disposaven pel capbaix d'una plaça de pàrquing. A 109 habitatges hi havia un automòbil i a 162 n'hi havia dos o més.

### Piràmide de població
La piràmide de població per edats i sexe el 2009 era:
| Homes | Edats   | Dones |
| ----- | ------- | ----- |
| 0     | 95 o +  | 0     |
| 0     | 90 a 94 | 8     |
| 4     | 85 a 89 | 4     |
| 4     | 80 a 84 | 4     |
| 12    | 75 a 79 | 20    |
| 20    | 70 a 74 | 12    |
| 8     | 65 a 69 | 32    |
| 20    | 60 a 64 | 4     |
| 8     | 55 a 59 | 20    |
| 4     | 50 a 54 | 28    |
| 24    | 45 a 49 | 12    |
| 16    | 40 a 44 | 8     |
| 32    | 35 a 39 | 28    |
| 24    | 30 a 34 | 32    |
| 16    | 25 a 29 | 24    |
| 12    | 20 a 24 | 8     |
| 8     | 15 a 19 | 12    |
| 24    | 10 a 14 | 28    |
| 48    | 5 a 9   | 36    |
| 8     | 0 a 4   | 8     |

## Economia
El 2007 la població en edat de treballar era de 462 persones, 353 eren actives i 109 eren inactives. De les 353 persones actives 330 estaven ocupades (176 homes i 154 dones) i 24 estaven aturades (13 homes i 11 dones). De les 109 persones inactives 39 estaven jubilades, 42 estaven estudiant i 28 estaven classificades com a «altres inactius».

### Ingressos
El 2009 a Vrigny hi havia 290 unitats fiscals que integraven 730 persones, la mediana anual d'ingressos fiscals per persona era de 20.380 €.

### Activitats econòmiques
Dels 15 establiments que hi havia el 2007, 1 era d'una empresa extractiva, 1 d'una empresa de fabricació d'altres productes industrials, 4 d'empreses de construcció, 3 d'empreses de comerç i reparació d'automòbils, 1 d'una empresa de transport, 4 d'empreses de serveis i 1 d'una entitat de l'administració pública.
Dels 6 establiments de servei als particulars que hi havia el 2009, 2 eren guixaires pintors, 2 fusteries, 1 lampisteria i 1 agència immobiliària.
L'any 2000 a Vrigny hi havia 3 explotacions agrícoles.

## Equipaments sanitaris i escolars
El 2009 hi havia una escola elemental.

## Poblacions més properes
El següent diagrama mostra les poblacions més properes.